# Leichtathletik-Weltmeisterschaften 2022/Speerwurf der Männer

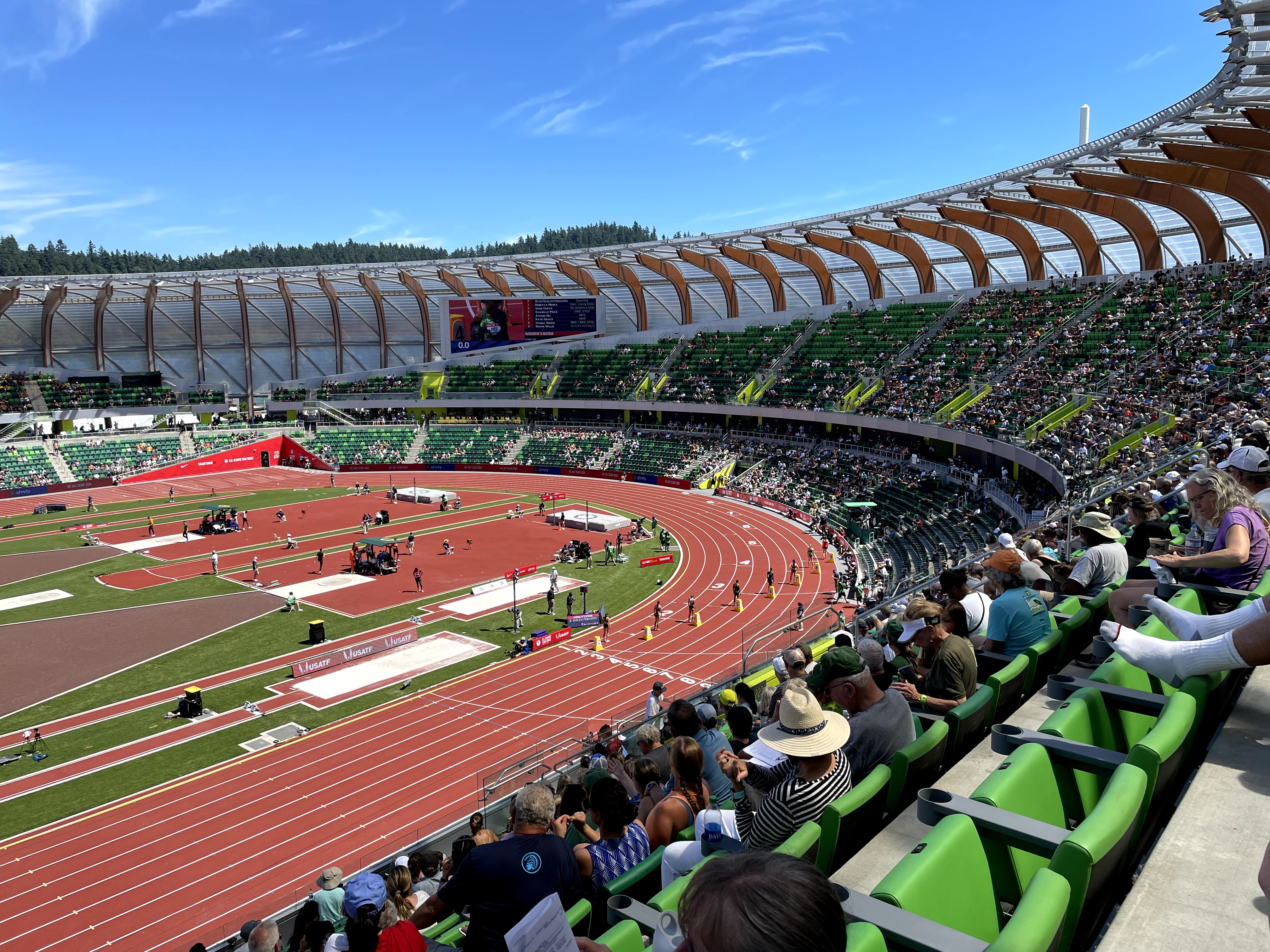
Das Stadion New Hayward Field im Jahr 2021

Der Speerwurf der Männer bei den Leichtathletik-Weltmeisterschaften 2022 wurde am 21. und 23. Juli 2022 im Hayward Field der Stadt Eugene in den Vereinigten Staaten ausgetragen.
Weltmeister wurde Titelverteidiger Anderson Peters aus Grenada. Er gewann vor dem indischen Olympiasieger des vergangenen Jahres Neeraj Chopra. Bronze ging an den tschechischen Olympiazweiten von 2021 und Vizeweltmeister von 2017 Jakub Vadlejch.

## Bestehende Rekorde
| Weltrekord           | Jan Železný | 98,48 m | Jena, Deutschland   | 25. Mai 1996    |
| Meisterschaftsrekord | Jan Železný | 92,80 m | WM Edmonton, Kanada | 12. August 2001 |

Der bestehende WM-Rekord wurde bei diesen Weltmeisterschaften nicht erreicht. Den weitesten Wurf erzielte Weltmeister Anderson Peters aus Grenada mit 90,54 m in seinem letzten Wurf des Finales. Damit blieb er 2,26 m unter dem Rekord. Zum Weltrekord fehlten ihm 7,94 m.

## Legende
Kurze Übersicht zur Bedeutung der Symbolik – so üblicherweise auch in sonstigen Veröffentlichungen verwendet:
| – | verzichtet |
| x | ungültig   |

## Qualifikation
28 Teilnehmer traten in zwei Gruppen zur Qualifikationsrunde an. Vier von ihnen (hellblau unterlegt) übertrafen die Qualifikationsweite für den direkten Finaleinzug von 83,50 m. Damit war die Mindestzahl von zwölf Finalteilnehmern nicht erreicht. Das Finalfeld wurde mit den acht nächstplatzierten Sportlern (hellgrün unterlegt) auf zwölf Werfer aufgefüllt. So reichten für die Finalteilnahme schließlich 80,03 m.

### Gruppe A
21. Juli 2022, 17:05 Uhr Ortszeit (22. Juli 2022, 2:05 Uhr MESZ)
| Platz | Name                | Nation              | Resultat (m) | 1. Versuch (m) | 2. Versuch (m) | 3. Versuch (m) |
| 1     | Neeraj Chopra       | Indien              | 88,39        | 88,39          | –              | –              |
| 2     | Jakub Vadlejch      | Tschechien          | 85,23        | 85,23          | –              | –              |
| 3     | Ihab Abdelrahman    | Ägypten             | 83,41        | 77,34          | 83,41          | x              |
| 4     | Genki Dean          | Japan               | 82,34        | 79,26          | 79,33          | 82,34          |
| 5     | Curtis Thompson     | USA                 | 81,73        | 81,73          | 81,50          | x              |
| 6     | Lassi Etelätalo     | Finnland            | 80,03        | 75,41          | 79,40          | 80,03          |
| 7     | Rolands Štrobinders | Lettland            | 79,39        | 77,83          | 76,50          | 79,39          |
| 8     | Keshorn Walcott     | Trinidad und Tobago | 78,87        | x              | 78,87          | 76,63          |
| 9     | Toni Keränen        | Finnland            | 78,52        | 76,13          | 78,52          | x              |
| 10    | David Carreón       | Mexiko              | 77,61        | 77,61          | 76,79          | 76,80          |
| 11    | Johan Grobler       | Südafrika           | 76,30        | 76,30          | 73,74          | x              |
| 12    | Alexandru Novac     | Rumänien            | 75,20        | 75,12          | 74,34          | 75,20          |
| 13    | Cruz Hogan          | Australien          | 73,03        | 69,74          | 73,03          | x              |
| NM    | Andreas Hofmann     | Deutschland         | ogV          | x              | x              | x              |

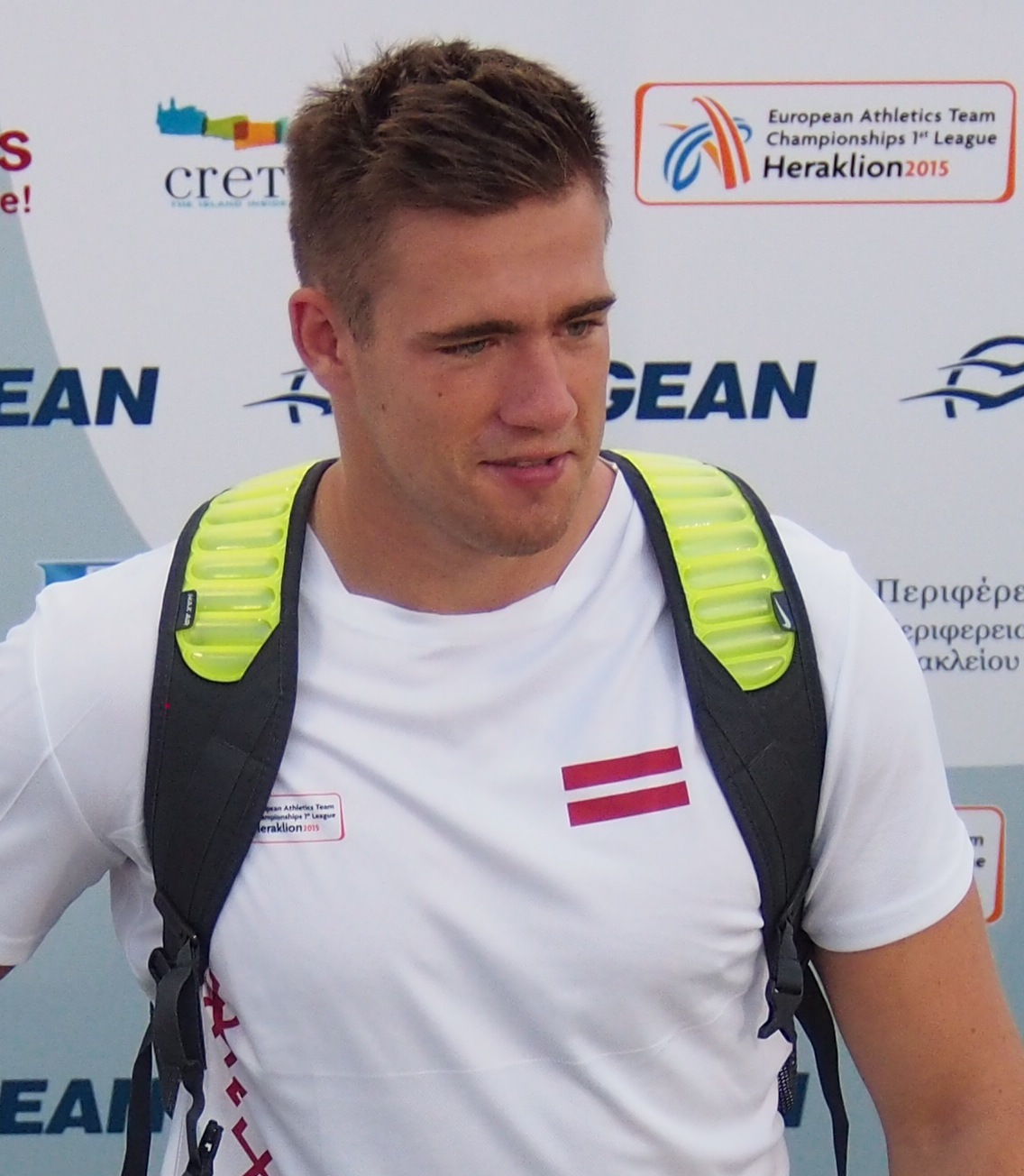
Rolands Štrobinders – ausgeschieden mit 79,39 m

Weitere in Qualifikationsgruppe A ausgeschiedene Speerwerfer:

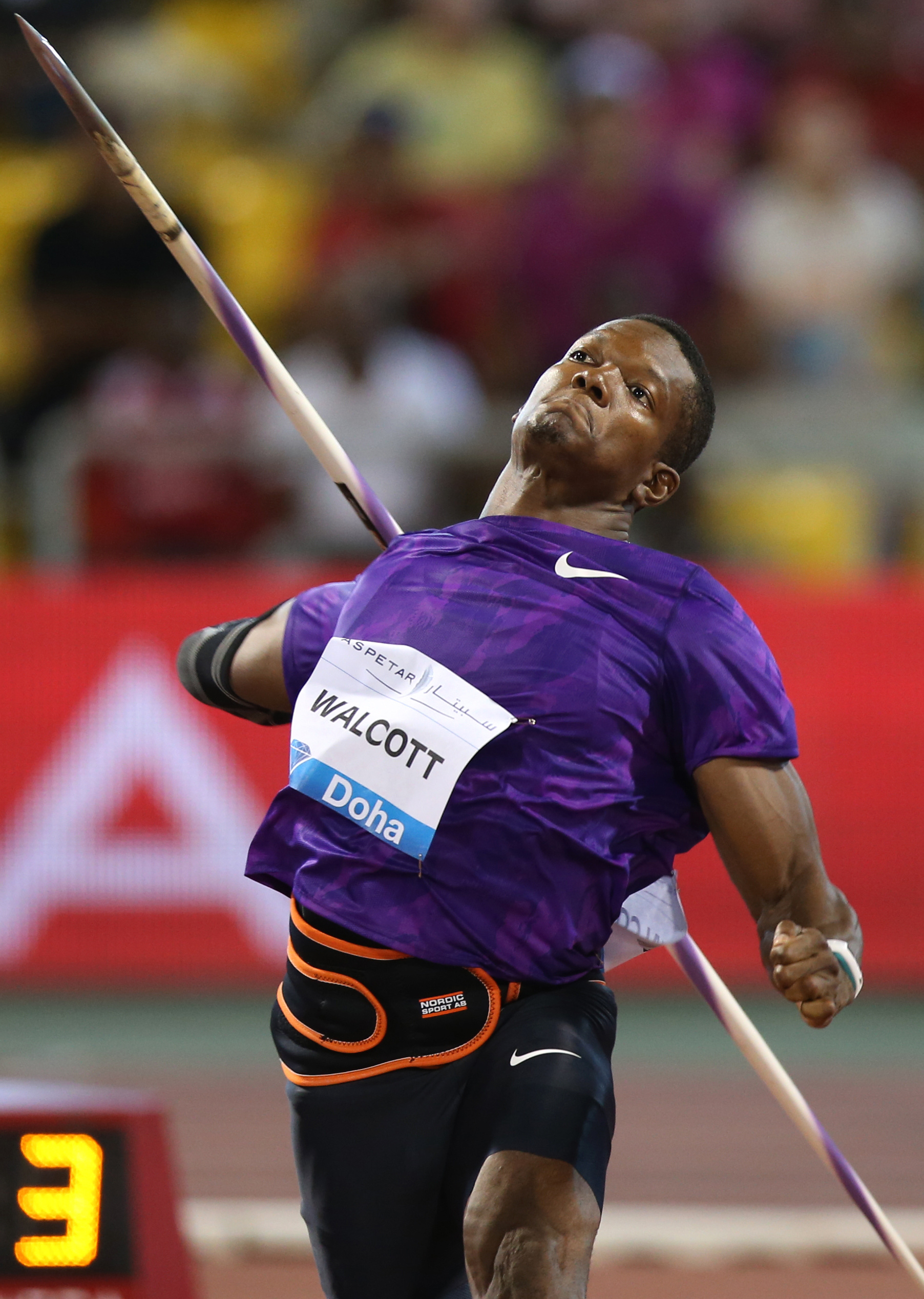
Keshorn Walcott – unter anderem Olympiasieger 2012 – 78,87 m
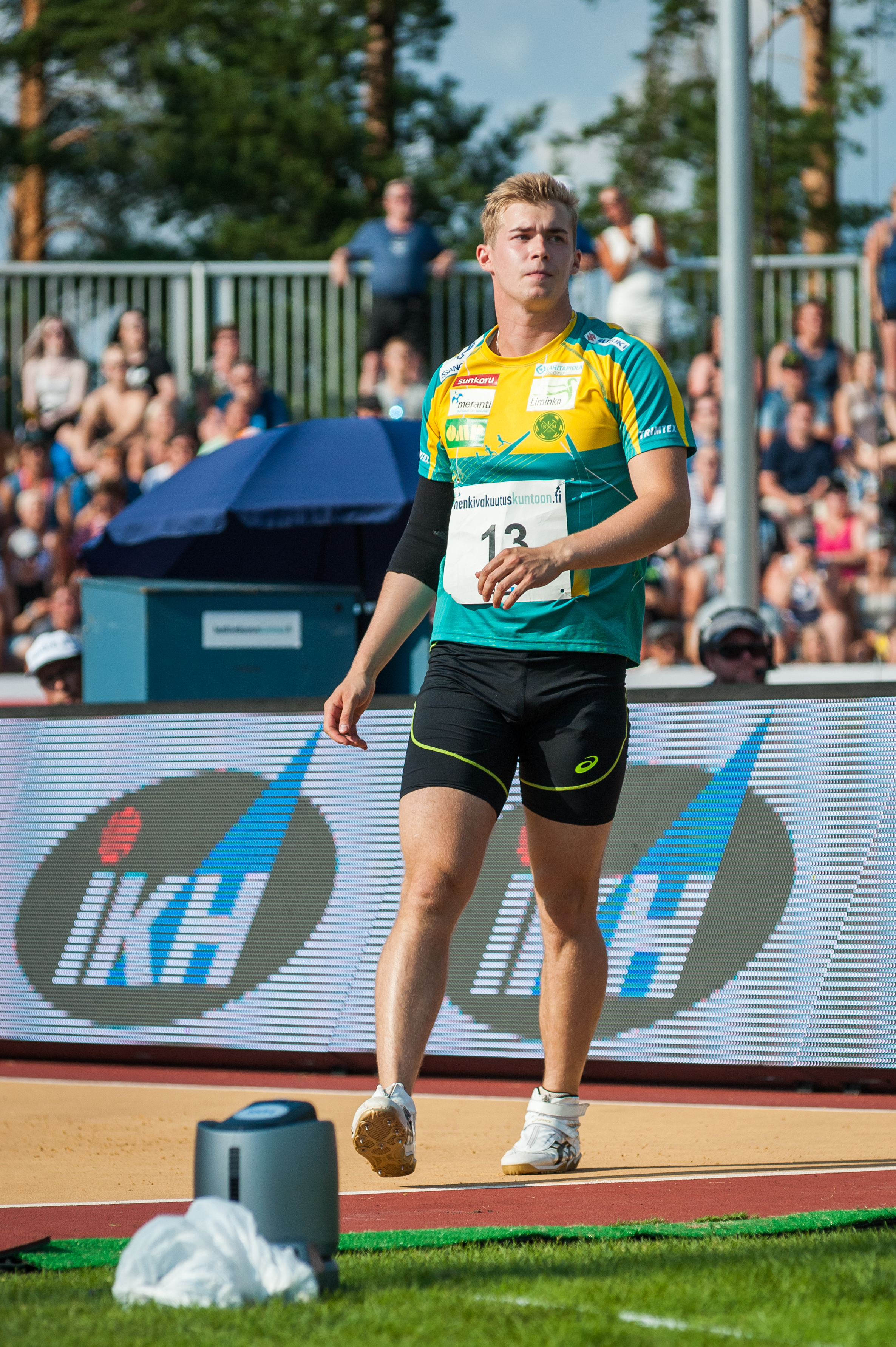
Toni Keränen – 78,72 m
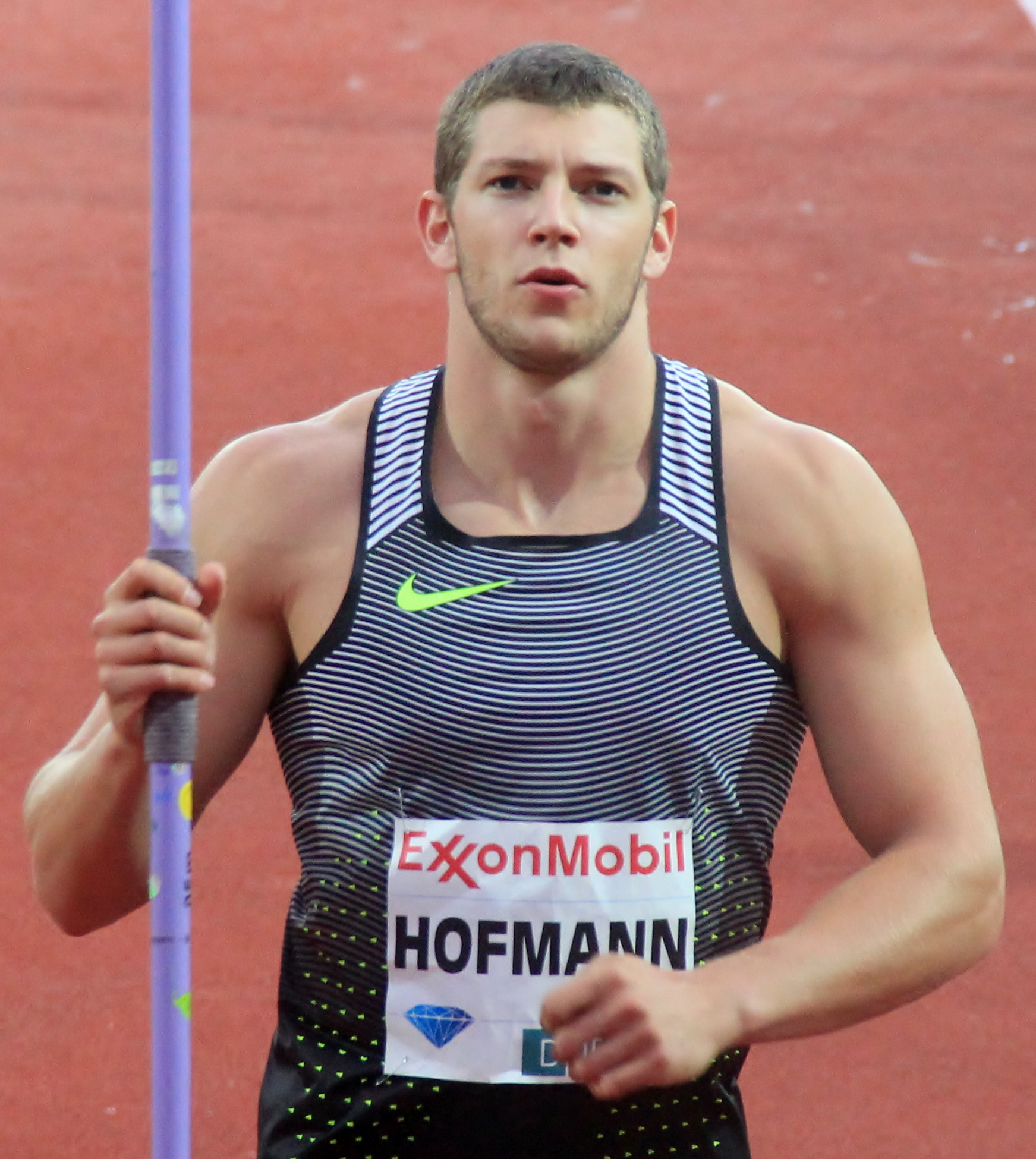
Andreas Hofmann – Vizeeuropameister 2018 – ohne gültigen Versuch

### Gruppe B

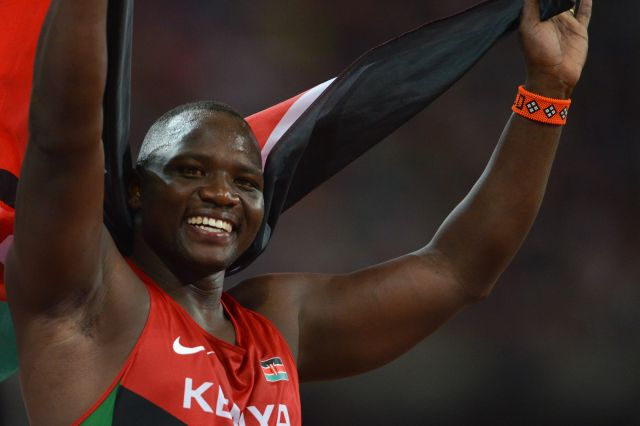
Julius Yego – unter anderem Weltmeister 2015 – schied aus mit 79,60 m

21. Juli 2022, 18:35 Uhr Ortszeit (22. Juli 2022, 3:35 Uhr MESZ)
| Platz | Name             | Nation      | Resultat (m) | 1. Versuch (m) | 2. Versuch (m) | 3. Versuch (m) |
| 1     | Anderson Peters  | Grenada     | 89,91        | 89,91          | –              | –              |
| 2     | Julian Weber     | Deutschland | 87,28        | 87,28          | –              | –              |
| 3     | Oliver Helander  | Finnland    | 82,41        | 82,41          | –              | –              |
| 4     | Arshad Nadeem    | Pakistan    | 81,71        | 76,15          | 74,38          | 81,71          |
| 5     | Andrian Mardare  | Moldau      | 80,83        | 80,83          | 79,41          | x              |
| 6     | Rohit Yadav      | Indien      | 80,42        | 80,42          | x              | 77,32          |
| 7     | Patriks Gailums  | Lettland    | 79,66        | 75,49          | 75,63          | 79,66          |
| 8     | Julius Yego      | Kenia       | 79,60        | 79,60          | 75,33          | 76,41          |
| 9     | Manu Quijera     | Spanien     | 78,61        | 76,53          | 78,61          | 78,29          |
| 10    | Kenji Ogura      | Japan       | 78,48        | 78,48          | 75,22          | 77,20          |
| 11    | Cameron McEntyre | Australien  | 77,50        | 65,72          | x              | 77,50          |
| 12    | Leandro Ramos    | Portugal    | 77,34        | 77,34          | 76,27          | 72,48          |
| 13    | Tim Glover       | USA         | 75,68        | x              | 75,68          | 73,10          |
| 14    | Ethan Dabbs      | USA         | 72,81        | x              | 72,81          | 72,35          |

## Finale

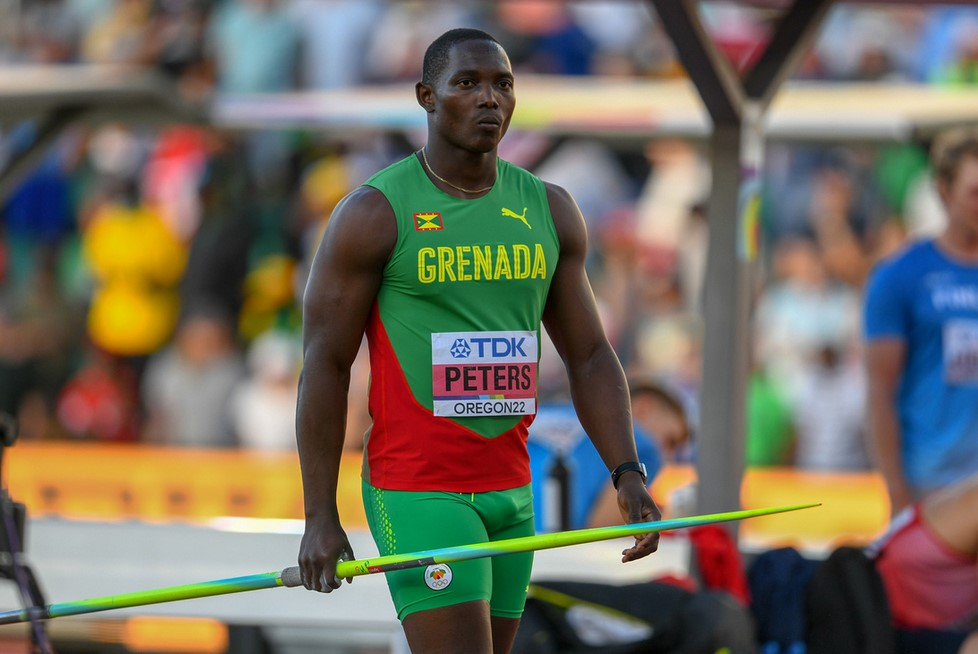
Anderson Peters verteidigte
souverän seinen WM-Titel

23. Juli 2022, 18:35 Uhr Ortszeit (24. Juli 2022, 3:35 Uhr MESZ)
| Platz | Name             | Nation      | Resultat (m) | 1. Versuch (m) | 2. Versuch (m) | 3. Versuch (m) | 4. Versuch (m)                         | 5. Versuch (m)                         | 6. Versuch (m)                         |
| 1     | Anderson Peters  | Grenada     | 90,54        | 90,21          | 90,46          | 87,21          | 88,11                                  | 85,83                                  | 90,54                                  |
| 2     | Neeraj Chopra    | Indien      | 88,13        | x              | 82,39          | 86,37          | 88,13                                  | x                                      | x                                      |
| 3     | Jakub Vadlejch   | Tschechien  | 88,09        | 85,52          | 87,23          | 88,09          | 83,48                                  | 81,31                                  | 82,88                                  |
| 4     | Julian Weber     | Deutschland | 86,86        | 86,86          | 71,88          | 73,00          | x                                      | 81,76                                  | 83,63                                  |
| 5     | Arshad Nadeem    | Pakistan    | 86,16        | x              | 75,13          | 82,05          | 86,16                                  | 83,63                                  | x                                      |
| 6     | Lassi Etelätalo  | Finnland    | 82,70        | 78,27          | 82,70          | x              | –                                      | 80,71                                  | 80,99                                  |
| 7     | Andrian Mardare  | Moldau      | 82,26        | 79,55          | x              | 82,26          | 79,42                                  | 81,07                                  | x                                      |
| 8     | Oliver Helander  | Finnland    | 82,24        | x              | x              | 82,24          | x                                      | x                                      | x                                      |
| 9     | Genki Dean       | Japan       | 80,69        | 77,81          | x              | 80,69          | nicht im Finale der besten acht Werfer | nicht im Finale der besten acht Werfer | nicht im Finale der besten acht Werfer |
| 10    | Rohit Yadav      | Indien      | 78,72        | 77,96          | 78,05          | 78,72          | nicht im Finale der besten acht Werfer | nicht im Finale der besten acht Werfer | nicht im Finale der besten acht Werfer |
| 11    | Curtis Thompson  | USA         | 78,39        | 78,39          | x              | x              | nicht im Finale der besten acht Werfer | nicht im Finale der besten acht Werfer | nicht im Finale der besten acht Werfer |
| 12    | Ihab Abdelrahman | Ägypten     | 75,99        | x              | 72,76          | 75,99          | nicht im Finale der besten acht Werfer | nicht im Finale der besten acht Werfer | nicht im Finale der besten acht Werfer |

Mit einem Wurf auf 90,21 m legte Titelverteidiger Anderson Peters aus Grenada gleich eine starke Weite vor. Hinter ihm übertrafen nur noch der Deutsche Julian Weber (86,86 m) und der Tscheche Jakub Vadlejch (85,52 m) die 80-Meter-Marke. In Runde zwei legte Peters mit 90,46 m noch einmal nach. Mit 87,23 m verbesserte sich Vadlejch auf Platz zwei. Bei den anderen Werfern wollten die großen Weiten noch nicht fallen. Nur noch der Finne Lassi Etelätalo (82,70 m / Rang vier) und der aktuelle Olympiasieger Neeraj Chopra (82,39 m / Rang vier) hatten Würfe jenseits von achtzig Metern aufzuweisen. Im dritten Durchgang gelangen dann vier weiteren Werfern Versuche, die weiter als achtzig Meter landeten. Vadlejch steigerte sich in dieser Runde auf 88,09 m, Chopra auf 86,37 m, womit der Inder nun Vierter war.
Weitere Veränderungen gab es in Runde vier. Chopra zog mit 88,13 m vorbei an Weber und Vadlejch auf den zweiten Platz. Dem pakistanischen Werfer Arshad Nadeem gelangen 86,16 m, das brachte ihn auf Rang fünf. Die Positionen für die Endwertung waren damit bereits verteilt. Mit seinem letzten Wurf steigerte sich der alte und neue Weltmeister Anderson Peters auf 90,54 m und blieb damit der einzige Wettbewerber mit einem Resultat jenseits von neunzig Metern. Silber gewann Neeraj Chopra, Bronze ging an Jakub Vadlejch. Wie schon bei den Olympischen Spielen im Vorjahr blieb Julian Weber der medaillenlose Rang vier. Fünfter wurde Arshad Nadeem vor Lassi Etelätalo.

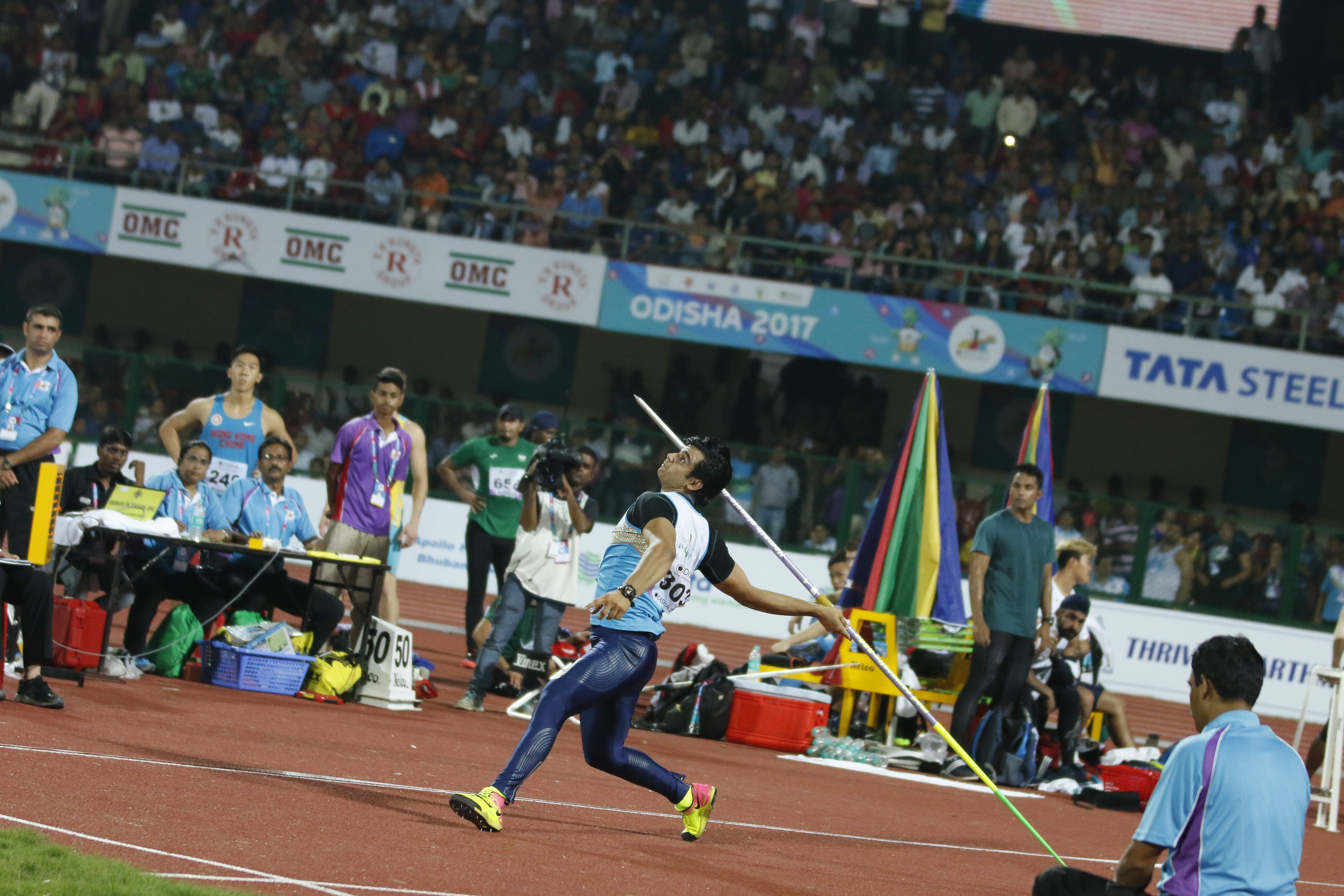
Neeraj Chopra – 2021 Olympiasieger und nun Vizeweltmeister
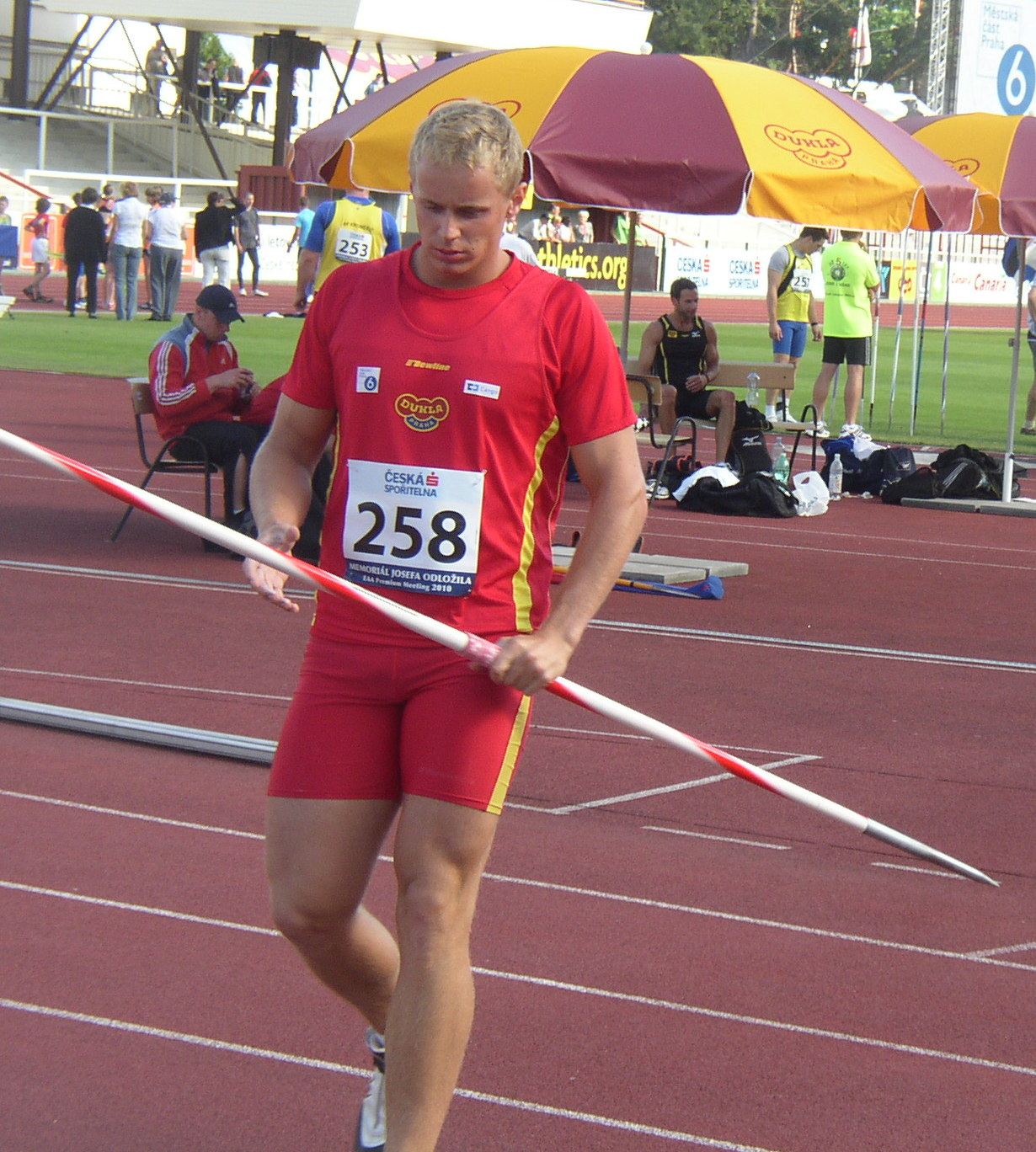
Bronzemedaillengewinner Jakub Vadlejch
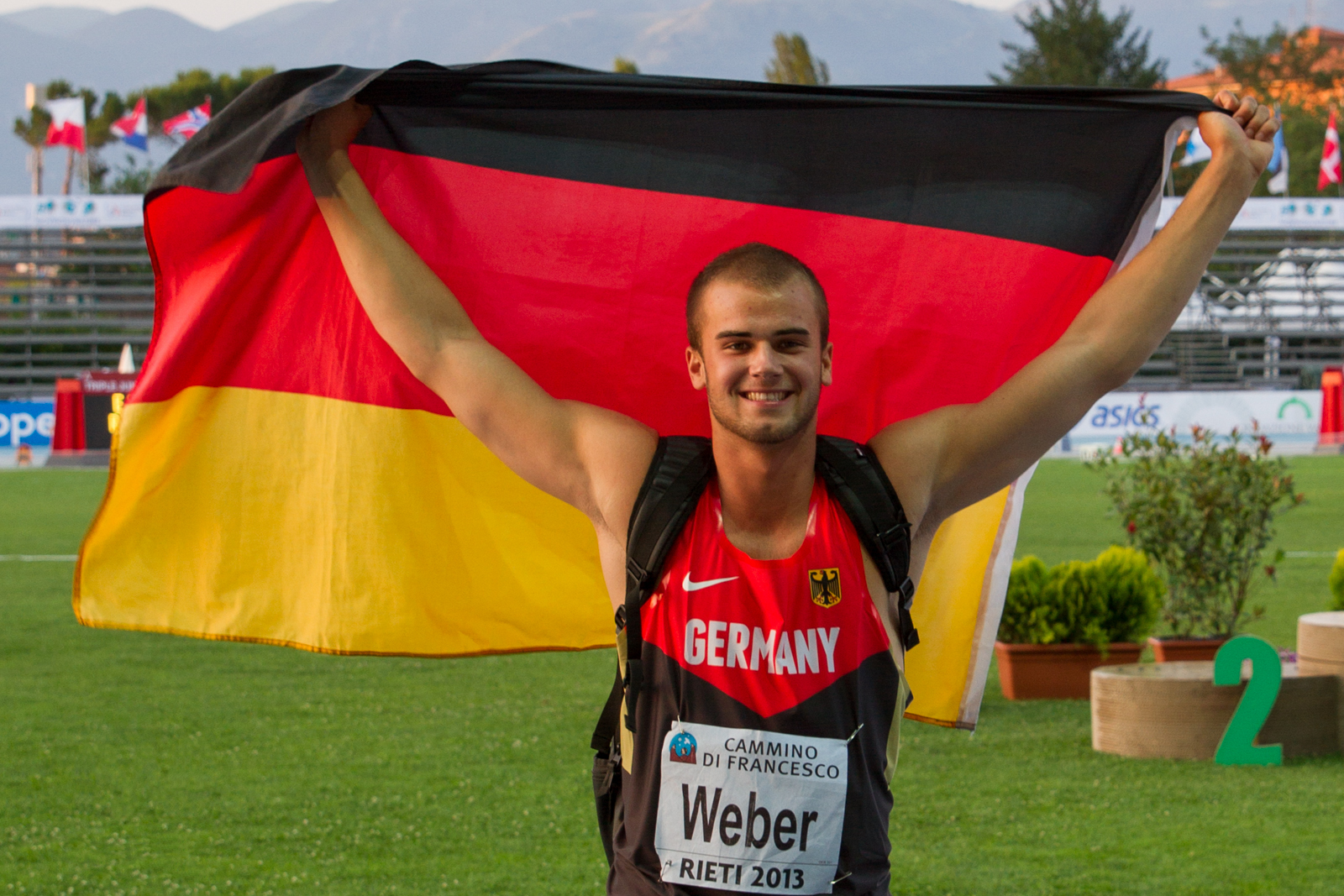
Wie bei den Olympischen Spielen im letzten Jahr belegte Julian Weber Rang vier
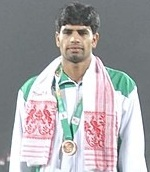
Arshad Nadeem erreichte Platz fünf

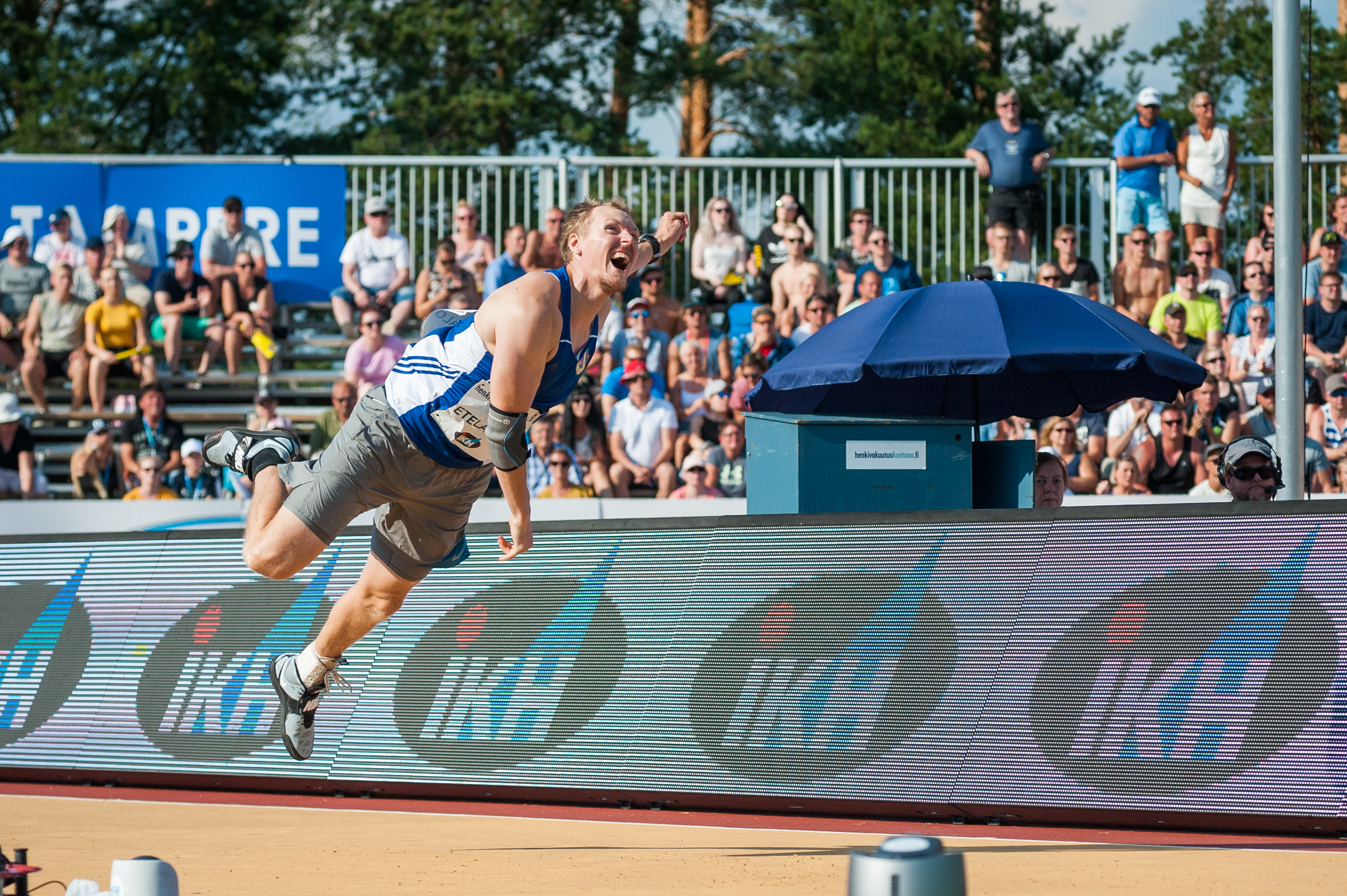
Rang sechs für Lassi Etelätalo
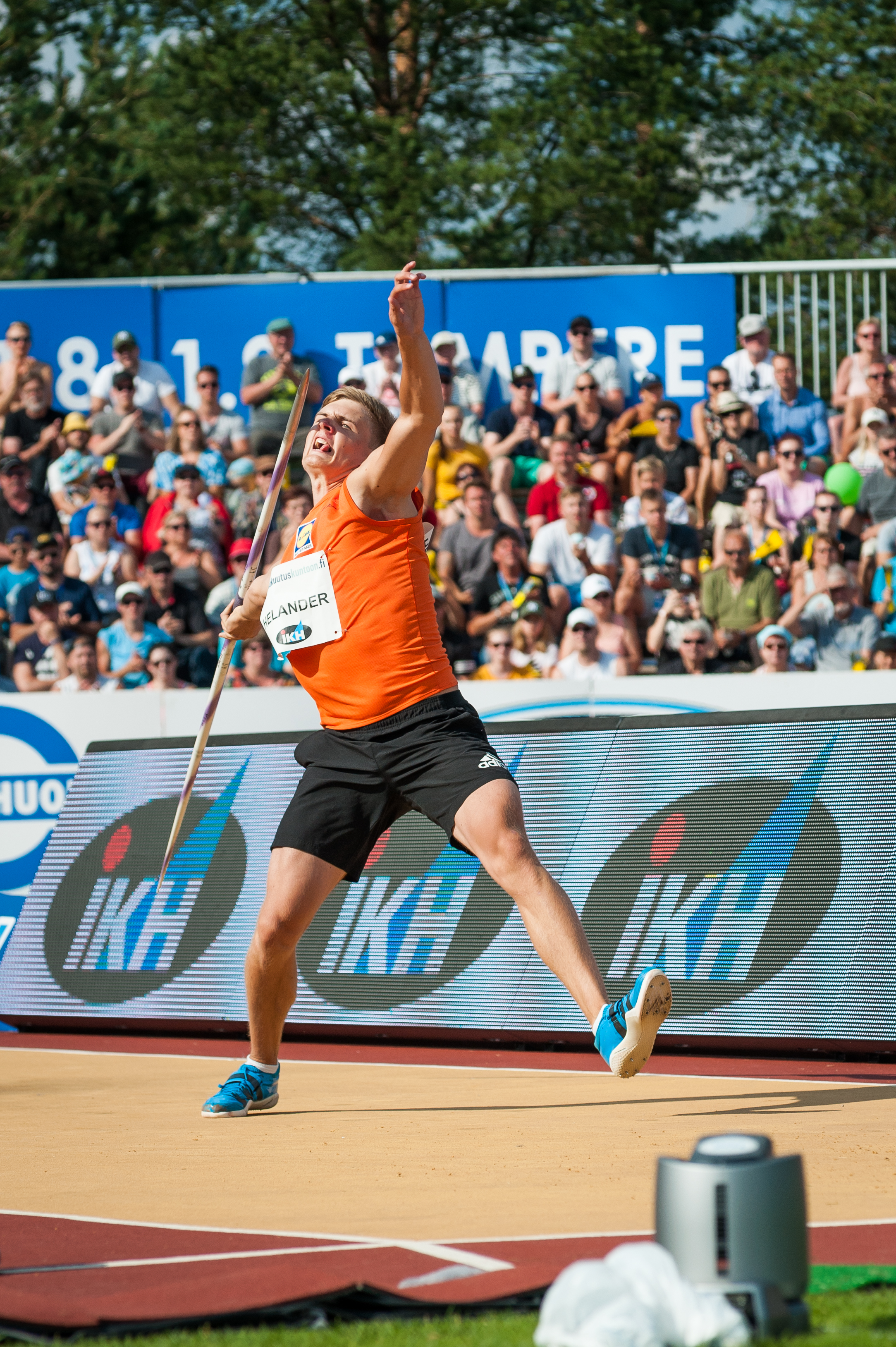
Oliver Helander kam auf den achten Platz
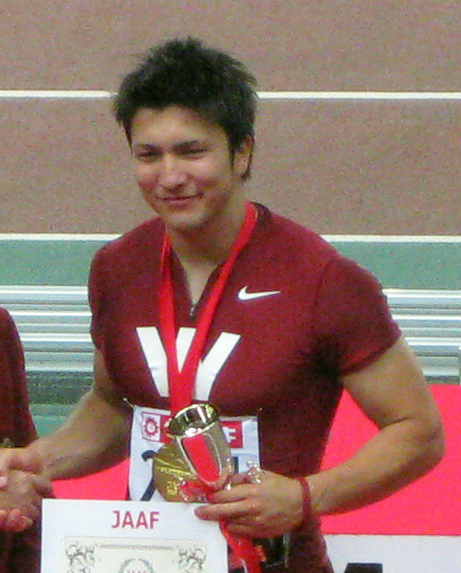
Genki Dean wurde Neunter
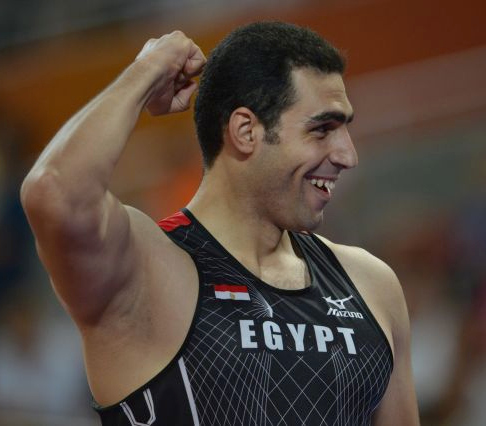
Der zwölftplatzierte Ihab Abdelrahman

## Video
- Anderson Peters beats Olympic champion Chopra in men's javelin, youtube.com, abgerufen am 15. August 2022